# مارثا وادزورث بروستر
مارثا وادزورث بروستر (بالإنجليزية: Martha Wadsworth Brewster)‏ هي كاتِبة وشاعرة أمريكية، ولدت في 1 أبريل 1710 في لبانون في الولايات المتحدة، وتوفي بنفس المكان في 1757.